# Entrevue de Montoire
L'entrevue de Montoire est la rencontre qui eut lieu le 24 octobre 1940 entre Philippe Pétain et Adolf Hitler dans la gare de Montoire-sur-le-Loir (Loir-et-Cher, France). Elle avait été longuement préparée par la rencontre du ministre français des Affaires étrangères, Pierre Laval, avec l'ambassadeur d'Allemagne, Otto Abetz. La rencontre avec Hitler et Ribbentrop, deux jours auparavant au même endroit, devait poser les bases d'un dialogue entre la puissance occupante et le régime de Vichy. 
La veille, le 23 octobre, à Hendaye près de la frontière franco-espagnole, Hitler avait eu une entrevue avec le général Franco dans le but d’entraîner l'Espagne dans la guerre. 
Les débats se déroulèrent dans la voiture personnelle du Führer, après une poignée de main échangée sur un quai de la gare entre Pétain et lui. Aucun compte rendu officiel de ces débats ne fut publié mais on sait que seul le principe de la collaboration fut établi, sans qu'aucun engagement fût pris d'aucune part. Il est d'ailleurs important de souligner que cette entrevue intervint en même temps que les débats de la commission d'armistice entre la France et l'Allemagne, tout en étant totalement distincte.
Cette entrevue fit les gros titres de la presse française et fut le sujet d'un discours radiodiffusé du chef de l'État français le 30 octobre 1940, où Pétain s'efforça de montrer qu'une nouvelle ère s'ouvrait pour la France : de nation vaincue, elle devait selon lui accéder à un statut respectable en devenant le partenaire du vainqueur, dans le cadre du nouvel ordre européen dicté par l'Allemagne nazie.
Par ce discours radiodiffusé, Pétain engage personnellement et officiellement le régime de Vichy dans la collaboration.
Montoire a par la suite pris une dimension symbolique comparable à l'appel du 18 Juin du général de Gaulle. Dans la mémoire collective française, la photographie de De Gaulle lisant son injonction à poursuivre le combat au micro de la BBC s'oppose à celle de la poignée de main entre Pétain et Hitler. Ces deux documents ont atteint le statut de symboles en fixant des moments-clés de l'Occupation, soulignant la dimension fondatrice des événements en cause : respectivement, la poursuite de la lutte aux côtés du Royaume-Uni et l'organisation de la collaboration avec l'Allemagne.

## Choix de Montoire
La gare de Montoire-sur-Loir, sur la ligne de Pont-de-Braye à Blois, fut choisie pour sa proximité avec la ligne Paris-Bordeaux-Hendaye et pour une autre raison stratégique : à moins de quatre kilomètres de là se trouve le tunnel ferroviaire de Saint-Rimay, long de 550 m, pouvant abriter le train allemand en cas de menace aérienne,.
Ce tunnel sera d'ailleurs fortifié dès juillet 1942 par l'organisation Todt et des bunkers construits à proximité pour abriter le W3, un Führerhauptquartiere, un des vingt quartiers généraux du Führer, disséminés en Allemagne et en Europe occupée mais qui n'y sera jamais installé.

## Montoire, le grand malentendu
Pétain a clairement accepté le principe de la collaboration dans l'esprit d'un dialogue « entre soldats », Hitler et lui étant des vétérans de la Première Guerre mondiale. Ce dialogue de « frères d'armes » devait selon lui préparer les conditions définitives de la paix entre l'Allemagne et la France.
Selon François Delpla,,, qui cite l'historien Philippe Burrin ainsi que le procès-verbal allemand de la conversation, signé par Paul Schmidt (l'interprète de Hitler) paru en 1961, une des intentions principales de Pétain lors de l'entrevue de Montoire était la collaboration militaire avec les forces de l’Axe en faisant participer l’armée de Vichy à une action militaire anti-britannique en Afrique. Uniquement en Afrique pour défendre l'empire, pas à titre général. Il se heurte à de l'indifférence de la part de Hitler. Cet élément est également pris en compte par Jean-Pierre Azéma et Olivier Wieviorka. Il existe une autre thèse selon laquelle Hitler souhaitait que la France entrât en guerre à ses côtés dans une grande alliance contre la Grande-Bretagne, mais que Pétain a montré peu d'empressement, différant la réponse. Le PV allemand de l'entretien précise ainsi : « Il (Hitler) était en train d'organiser une communauté européenne et en partie extra-européenne contre l'ennemi anglais du continent. Il avait pris contact avec le gouvernement français pour éclaircir jusqu'à quel point la France était disposée à entrer dans cette communauté ». C'est à cette demande que Pétain ne répondit pas, différant sa réponse selon le PV de la réunion. Selon cette thèse, Pétain, qui voulait obtenir d'Hitler un traité de paix redonnant sa souveraineté à la France, aurait par ailleurs demandé la permission d'utiliser des moyens militaires, malgré l'armistice, afin de défendre les possessions françaises d'Afrique contre les Anglais. La demande fut acceptée par un Hitler satisfait que la France défende ses colonies contre la Grande-Bretagne mais peu désireux de quitter sa position de vainqueur exploitant l'économie de la France, en lui rendant sa souveraineté. Il tirait en effet le maximum du pays pour continuer la guerre. Mais Pétain n'accepte pas plus que Franco d'entrer en guerre contre la Grande-Bretagne, sous une forme ou une autre (communauté européenne contre la Grande-Bretagne).
Pétain, dans son discours du 30 octobre 1940 (annonçant son engagement sur la voie de la collaboration) parle d'ailleurs de « réduire les dissidences » des colonies françaises. Jamais Pétain ne fera état de la demande d'Hitler que la France entre en guerre contre la Grande-Bretagne et à laquelle il ne donnera pas suite.
Cependant, bien qu'à Montoire Hitler n'ait rien répondu à la proposition de Pétain, il a fait quelques concessions afin d'encourager la collaboration militaire de Vichy. Quelques officiers français furent libérés dans le but de monter une opération de reconquête du Tchad.
Pierre Laval, alors ministre des Affaires étrangères, propose quant à lui des ouvertures concrètes aux Allemands. Il dénonce l'alliance de la France avec la Grande-Bretagne, dont il souhaite publiquement la défaite. Par exemple, il fait livrer à l'Allemagne une partie de l'encaisse-or de la Banque nationale de Belgique, celle qui fut confiée à la France lors de la débâcle de mai-juin 1940.
Pour Pétain comme pour Laval, néanmoins, Montoire doit inaugurer une collaboration suivie avec l'Allemagne, seule politique permettant (à leurs yeux) de redonner à la France sa dignité et sa place dans une Europe « nouvelle », définitivement dominée par les nazis. Les concessions à l'occupant étaient censées entraîner sa mansuétude : devant les gages de bonne volonté de Vichy, l'Allemagne aurait accordé des contreparties, comme le retour des prisonniers de guerre français, l'aménagement de la ligne de démarcation ou le retour du gouvernement français à Versailles. 
Pour Hitler, l'enjeu de la rencontre de Montoire était tout autre. Il considérait la collaboration comme un atout tactique et stratégique : aide purement ponctuelle et purement militaire, elle devait aider l'Allemagne dans la perspective du conflit en cours avec la Grande-Bretagne et du projet d'invasion de l'URSS. Il s'agissait simplement pour les nazis de se garantir des intentions françaises, c'est-à-dire de « neutraliser la France aux moindres frais » en maintenant « une écrasante domination économique » et en s'assurant « que Vichy s'opposera fermement à toute tentative de mainmise des gaullistes et des Anglais sur l'Afrique du Nord. ». En raison de ces objectifs tactiques, et aussi de sa francophobie, Hitler n'était nullement disposé à faire des concessions au vaincu de juin 1940, même s'il acceptait le principe de la collaboration franco-allemande. 
Ces divergences insurmontables expliquent pourquoi l'entrevue ne déboucha sur aucun accord concret, sur aucun programme d'action. Revenu bredouille, Pétain déclara par la suite avoir rencontré un « rien du tout », ou un « médiocre qui n'a pas retenu les leçons de l'histoire », et il affirma que Montoire était dès le départ conçu comme un simple « tour d'horizon » informel. Hitler de son côté se contente du statu quo avec la France, qui lui évite de fâcher Mussolini et Franco.

## Après Montoire: le durcissement allemand
Ce malentendu, qui fut compris et exploité par les dirigeants nazis, fait que Montoire n'a nullement amélioré la situation française, que ce soit sur le plan diplomatique, militaire ou intérieur. Pétain, qui éprouvait une forte antipathie envers Laval, eut beau jeu de lui reprocher que sa politique ne générait aucune contrepartie. Il ne parvint pas davantage à en obtenir. En dépit des gages de bonne volonté donnés par les deux dirigeants de Vichy, l'occupant poursuivit son oppression, et même la durcit. Montoire ne pouvait pas favoriser le retour des prisonniers français souhaité par Pétain, Hitler estimant que cette question devait être débattue dans le cadre de la commission d'armistice, où l'intransigeance allemande était affirmée. Par exemple : l'expulsion de 150 000 Alsaciens-Lorrains considérés comme trop francophiles, en vue de l'intégration de leurs provinces au Reich eut lieu dès décembre 1940.
Le seul geste que la puissance occupante consentit à faire fut purement symbolique : le retour en France des cendres du duc de Reichstadt, le fils de Napoléon, le 15 décembre 1940. La preuve que la mainmise allemande sur Vichy était à peu près totale est que le renvoi de Laval par Pétain, qui eut lieu également début décembre, fut refusé par les Allemands et donna lieu à des négociations politiques où ils influencèrent largement le choix du nouveau chef du gouvernement de Vichy.

## Impact de l'entrevue de Montoire sur l'opinion publique
Dans le discours radiodiffusé qui suivit l'entrevue du 24 octobre, Pétain affirma entrer de son plein gré, « dans l'honneur », « dans la voie de la collaboration. » Ceci eut pour résultat immédiat de plonger les Français dans une profonde perplexité. Par la suite, l'événement fut compris à juste titre comme « un mauvais coup et une journée de dupes ». La population, qui venait de subir le choc psychologique et matériel de la défaite de juin 1940, était attentiste dans son immense majorité. Elle était donc loin de partager les visées collaborationnistes de Pétain et de Laval. Les exactions allemandes après Montoire eurent ensuite tendance à discréditer le régime de Vichy. La popularité de Pétain vacilla pour se rétablir provisoirement avec le renvoi de l'impopulaire Laval le 13 décembre 1940. 
Ce renvoi donna naissance au mythe du « double jeu » selon lequel Pétain aurait en fait protégé la France des excès collaborationnistes de Laval. Or, ils étaient d'accord sur le principe même de la collaboration. Dans le cadre de leur rivalité politique, ils prirent chacun l'initiative de rencontrer les dirigeants allemands. Il est vrai qu'ils avaient une conception quelque peu divergente de la collaboration. Elle était nationaliste et conservatrice pour Pétain et elle s'intégrait au culte de la personnalité qu'il organisait pour lui-même, car les améliorations que la collaboration devait apporter à la situation de la France rehausseraient son image de sauveur du pays. Pour Laval, par contre, la collaboration était avant tout « européenne » et antibolchévique. Mais ces divergences ne permettent pas de dire que Pétain aurait protégé la France des excès commis par son ministre. 
Montoire, qui est en fait un évènement mineur dans l'histoire de la Seconde Guerre mondiale[réf. nécessaire], prend toute son importance dans le champ de la mémoire collective française. En effet, la rencontre est devenue l'allégorie d'une faillite politique. L'image de la poignée de main avec Hitler, reprise dans les principaux journaux français, finit par ruiner la popularité de Pétain en le classant définitivement dans le camp de la collaboration. Il en va de même de son allocution, qui contient d'ailleurs, à part le célèbre « J'entre dans la voie de la collaboration », une phrase étrangement prophétique : « C'est moi seul que l'histoire jugera. ». Cela se révélerait exact, car Pétain serait jugé pour haute trahison à la Libération et condamné à mort — peine que de Gaulle commua en détention perpétuelle.
Fin 1940, il était peut-être possible de croire à cette politique ou à un « double jeu » de Pétain. Cependant, la radicalisation rapide de Vichy et la mise en place de la politique de collaboration avec l'Allemagne nazie rendirent cette interprétation de plus en plus douteuse.

## Musée des Rencontres
Aujourd'hui seulement desservie par les circulations saisonnières d'autorails du Train Touristique de la vallée du Loir (TTVL), sur une ligne où roulent aussi encore quelques trains de marchandises, la gare de Montoire-sur-le-Loir abrite depuis 2003 au sein de son bâtiment voyageur un musée, exposant notamment une maquette reconstituant le site en 1940. Initialement baptisé « musée des rencontres » puis « musée de la poignée de main », ce lieu de mémoire porte désormais l’appellation de « gare historique ».